# PM md. 63/65
A PM md. 63/65 (Pistol Mitralieră model 1963/65) az első román gyártású gépkarabély, melyet a szovjet AKM alapján terveztek.

## Szerkezet és kialakítás
Az 1960-as évek elején a román hadsereg PPS–41 géppisztolyokat, Oriţa géppisztolyokat és kis számban importált AK–47 gépkarbélyokat használt. A román hadvezetés azonban úgy gondolta, hogy a hadsereg ütőképesebbé tétele és az olcsóbb fegyvergyártás érdekében saját Kalasnyikov változatot hoz létre, hasonlóan a csehszlovák Sa vz. 58-hoz és a lengyel Kbkg wz. 1960-hoz. Az eredményként létrejött gépkarabély tulajdonképpen az AKM másolata, kisebb eltérésekkel. A PM md. 63/65 a megnövelt csőszájféknek köszönhetően az AKM-hez hasonlóan könnyen kezelhető, olcsó a gyártása, jól bírja a szennyeződést és könnyen tisztítható. A fegyver anyagát króm-ötvözet és faanyag teszi ki. A króm-ötvözet előnye, hogy különösen ellenálló a rozsdával és a kopással szemben.
Az 1980-as évek megváltozott követelményei miatt a fegyver leváltására tervezték a PA md. 86 gépkarabélyt, melyet a kisebb, 5,45x39 mm köztes lőszer használatára tettek alkalmassá. A kisebb lőszer még könnyebbé tette a fegyver kezelését, növelve a pontosságot, viszont drámai mértékben csökkent a lövedék átütő ereje, így a PM md. 63/65 továbbra is rendszerben maradt, jelenleg legnagyobb számban a román haditengerészet alkalmazza.

## Típusváltozatok
- PM md. 63 - standard változat.
- PM md. 65

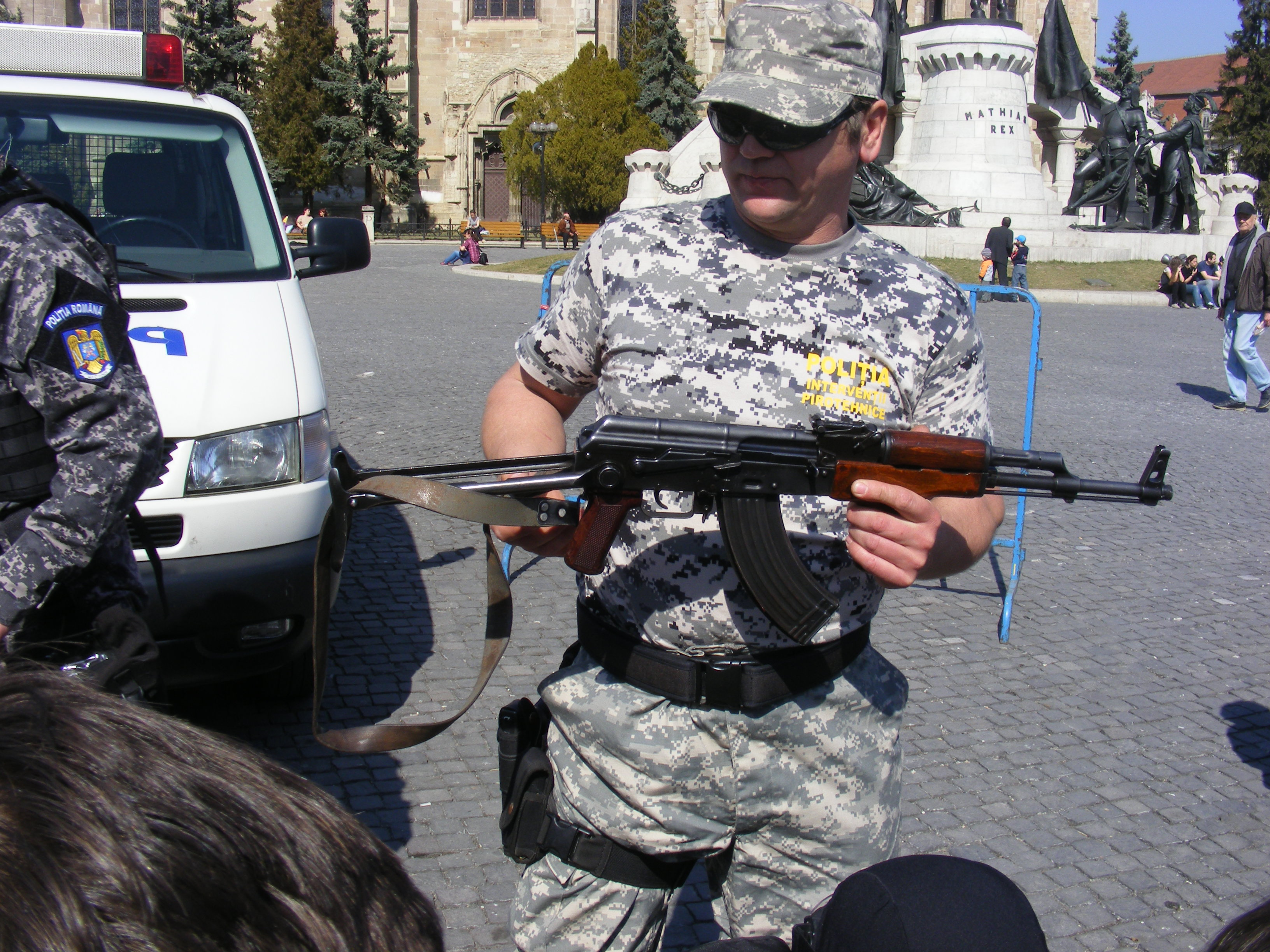
Egy PM md. 65 egy román rendőr kezében.

- PM md. 90 - A PA md. 86 mintájára kialakított, 7,62x39 mm-es lőszert tüzelő, megrövidített csövű gépkarabély. Főként a harckocsizók és a speciális alakulatok számára tervezték.

## Alkalmazók
- Románia
- Afganisztán
- Angola
- Albánia
- Grúzia
- Irán
- Irak
- Libéria
- Libanon
- Líbia
- Moldova
- Marokkó
- Sierra Leone
- Szaúd-Arábia